# Salhuskvintetten Olkabilamo
Salhuskvintetten Olkabilamo, également connu sous le nom de Salhuskvintetten, est un groupe norvégien vocal, originaire de Salhus, près de Bergen, actif entre 1950 et les années 2000.

## Histoire
Monrad Holm Johnsen est originaire de Sandviken, près de Bergen, qui s'installe à Salhus dans les années 1930 et devient actif à la fois dans les chorales masculines et dans les clubs sportifs. À la fin des années 1940, il crée un octuor composé de trois musiciennes et de cinq musiciens pour une revue. Plus tard, le quintette passe du statut de passe-temps à celui de travail presque à temps partiel. Les musiciennes ne continuent pas.
Le nom Salhuskvintetten « Olkabilamo » vient des noms des membres Ole Mjelde, Karl Sjursen, Birger Martinussen, Lars Kalvik et Monrad Holm Johnsen, dont les deux premières lettres sont mélangées pour former le nom partiel « Olkabilamo »,.
Tout au long des années 1950, le quintette se produit à intervalles très irréguliers. Cependant, il participe toujours au Salhusrevyen annuel. En 1962, ils interprètent une chanson folklorique de Hardanger sur laquelle Holm Johnsen écrit les paroles Singel og sand. Lorsque la chanson passe à la radio, elle touche une corde sensible chez les auditeurs et intéresse le label discographique Norsk A/S Philips. Rolv Wesenlund, qui est alors directeur des enregistrements de la société, aime ce qu'il entend et se rend à Bergen, où il propose au quintette un contrat de distribution. Lorsque le disque sort, le quintette devient célèbre au niveau national presque du jour au lendemain. Singel og sand se vend à plus de 30 000 exemplaires et reste 27 semaines sur la VG-lista.

## Discographie

### Albums studio
- 1968 : Salhuskvintetten (Philips)
- 1969 : Viser fra vest (Fontana)
- 1969 : Vi kjem att … (Philips)
- 1971 : Vestlandsviser (Fontana)
- 1971 : Viser ved vegkanten (Philips)
- 1977 :; Dei beste frå Salhuskvintetten (Philips) samleplate
- 2000 : 20 beste (Tylden & Co.) samleplate

### Singles
- 1963 : Fiskarlåt / Den gong eg var ungkar[3]
- 1963 : Jektesamba / Heimevernslåten
- 1963 : Alle baller hopper / Oppi Fjellveien
- 1963 : Singel og sand / Kast loss[3]
- 1964 : Puddefjorden / Heimabrygg
- 1965 : Gryta hennar mor / Besten sette potna her
- 1965 : Vestlandsk western/ Ei øy e' ladn me' vatn ikring
- 1965 : For flau te fri / Kjetta
- 1965 : Nesten som ny / Med hammer og leist
- 1965 : Jens og Jennys Hootenanny / Tobakkens velsignelse
- 1966 : Bua hans Salamon / Jenta og balderblomen
- 1966 : Pop-Ola / Songen frå utkant-Norge
- 1967 : Når papen kjem heim til jul / Nordsjøkatedralen
- 1968 : Stina frå Steinestø / Syng konemor, syng!
- 1968 : Gunnarsholmen /  Lukkestev i kvardagsstrev
- 1968 : Kyss meg på mandag / Gamle Peders vintervise
- 1969 : Den så leve og har helsa / Lutefish'ens lovesong
- 1969 : Besta vår / Vestlandssommar
- 1970 : Ved den gamle grinda / Ja, da sa bestemora mi
- 1970 : Du kjære gamle utedo / Når røsslyngen blømer
- 1972 : Båtbuss-valsen / Ror langsmed land